# Ад (филм, 2016)
Вижте пояснителната страница за други значения на Ад.
„Ад“ (на английски: Inferno) е американски трилър филм от 2016 г. на режисьора Рон Хауърд. Сценарият, написан от Дейвид Кеп, е базиран на едноименния роман на Дан Браун. „Ад“ е продължение на филмите „Шифърът на Леонардо“ (2006) и „Ангели и демони“ (2009). Снимките започват на 27 април 2015 г. и приключват на 21 юли 2015 г. Премиерата е на 8 октомври 2016 г. във Флоренция, а по кината в България и САЩ филмът излиза съответно на 14 и 28 октомври 2016 г.

## Актьорски състав
| Актьор              | Роля             |
| ------------------- | ---------------- |
| Том Ханкс           | Робърт Лангдън   |
| Фелисити Джоунс     | д-р Сиена Брукс  |
| Омар Си             | Кристоф Бушар    |
| Бен Фостър          | Бъртранд Зобрист |
| Сидсе Бабет Кнудсен | Елизабет Сински  |
| Ирфан Хан           | Хари Симс        |
| Ана Улару           | Вайента          |